# Tennistoernooi van Nur-Sultan

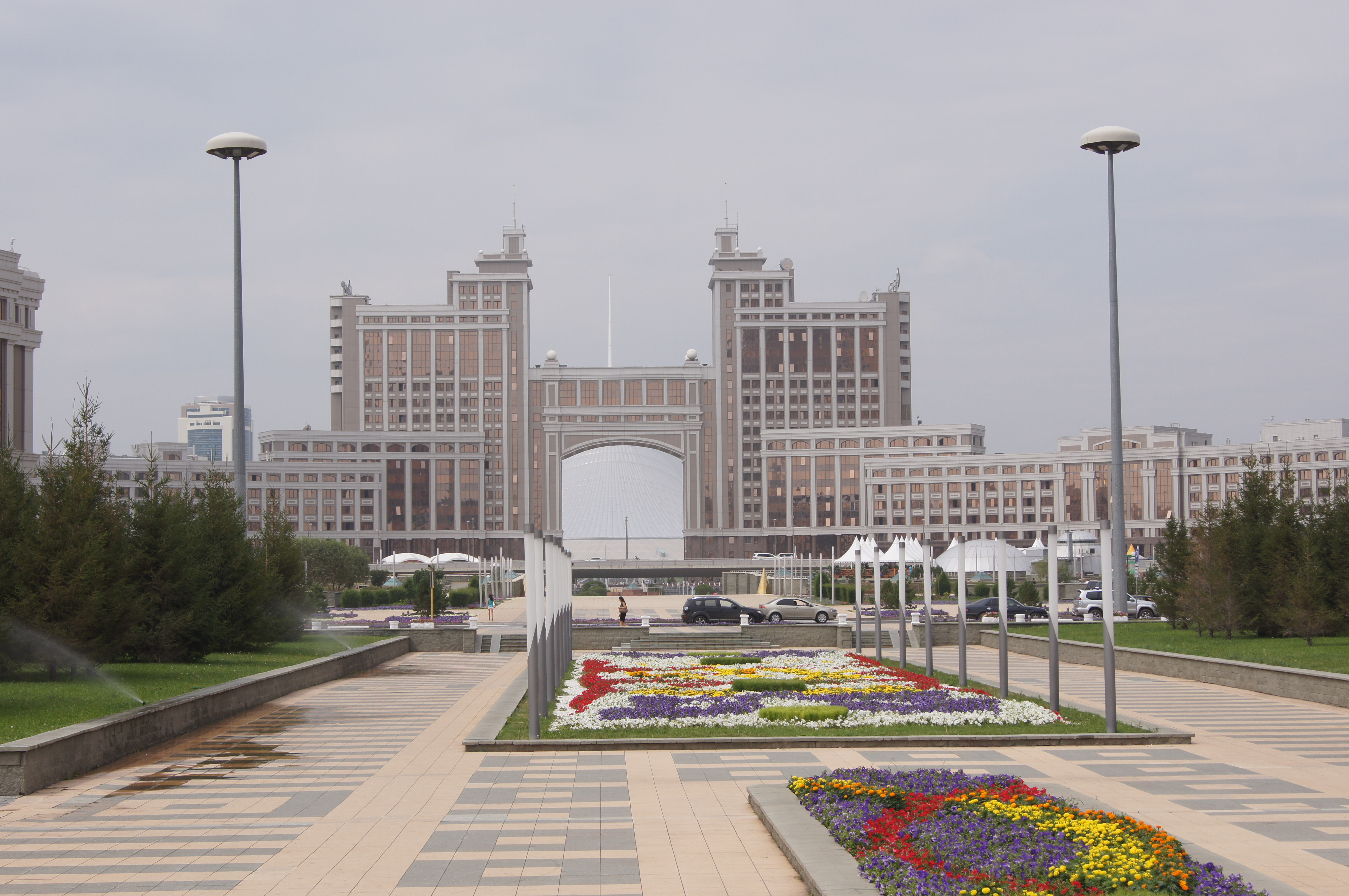
Astana in 2012

Het tennistoernooi van Nur-Sultan is een jaarlijks terugkerend toernooi dat wordt gespeeld op hardcourtbinnenbanen van het National Tennis Center in Nur-Sultan, beter bekend als Astana, de hoofdstad van Kazachstan. De officiële naam van het toernooi is Astana Open. Het toernooi werd in het leven geroepen als compensatie voor enkele Aziatische tennistoernooien die werden geannuleerd wegens de coronapandemie.
Het toernooi bestaat uit twee delen:
- ATP-toernooi van Nur-Sultan, het toernooi voor de mannen (sinds 2020)
- WTA-toernooi van Nur-Sultan, het toernooi voor de vrouwen (sinds 2021)

Navigatie
- Navigatie tennistoernooi van Nur-Sultan